# Mònica Roselló Menasanch
Mònica Roselló Menasanch (Tarragona, 1961) és una fotògrafa i docent catalana.
Va estudiar imatge a la facultat de Belles Arts de la Universitat de Barcelona i disseny a l'escola ELISAVA de Barcelona. En els inicis de la seva carrera va treballar com a fotògrafa independent, especialitzada en publicitat i interiorisme. Ha participat en moltes exposicions individuals i col·lectives i instal·lacions artístiques; en ocasions, i des del 1995, en col·laboració amb el fotògraf barceloní Jordi Guillumet. Roselló alterna la seva feina com a fotògrafa amb la docència. Així, ha treballat com a professora a diverses escoles d'art, a la Universitat Politècnica de Catalunya i a la Universitat Pompeu Fabra. També ha impartit tallers i cursos de formació per a grups de joves.
Entre les seves exposicions i instal·lacions cal destacar, L’armari de l’Arquitecte, Objecte d’observació, Tabula rasa, Rear window, Reading Between Streets o Doble exposició, entre d'altres. A més, ha il·lustrat amb fotografies i ha publicat diversos llibres, com ara, L’objectiu a la Biblioteca, o Stalking Detroit.